# Francavilla Bisio
Francavilla Bisio är en ort och kommun i provinsen Alessandria i regionen Piemonte i Italien. Kommunen hade 505 invånare (2018).